# عكس
العَكْس في اللغة العربية، هو مصدر عَكَس، وعكسَ الشيءَ: قَلَبَه.

## تعريفه ومعناه
العكس في اللغة عبارة عن رد الشيء إلى سننه، أي على طريقه الأول، مثل عكس المرآة، إذا ردت بصرك بصفائها إلى وجهك بنور عينك. وفي اصطلاح الفقهاء: عبارة عن تعليق نقيض الحكم المذكور بنقيض علته المذكورة، ردا إلى أصل آخر، كقولنا: ما يلزم بالنذر يلزم بالشروع، كالحج، وعكسه: ما لم يلزم بالنذر لم يلزم بالشروع، فيكون العكس على هذا ضد الطرد. وهو التلازم في الانتقاء بمعنى كلما لم يصدق الحد لم يصدق المحدود، وقيل: العكس عدم الحكم لعدم العلة.
أجاز مجمع اللغة العربية بالقاهرة سنة 1982 استعمال «العكس» و«الانعكاس» بمعنى: الرّد، وجاء في قراره: «يرى المجمع أنه يتردد على ألسنة الناس اليوم مثل قولهم: «عكست الرحلة آثارًا طيبة على وجوه المشتركين فيها»، أي: ردت إلى نفوسهم آثارًا حميدة واضحة تبين تأثيرها على وجوههم واتضحف و«انعكس على العمال إهمال رؤسائهم فتهاونوا في أعمالهم»، أي : ارتدّ إليهم إهمال الرؤساء فأثّر فيهم، وتبين تأثيره في إهمالهم. وفي المعاجم: عكس فلان أمره: رده إليه، و«انعكس» مطاوع الفعل «عكس». وقد كرر ابن الهيثم هذا الفعل كثيرًا في علم الضوءِ، مثل: «الضوء إذا لقي جسمًا صقيلًا فهو ينعكس عليه.» ويتبين أن معناه هو الارتداد أو الرجوع. فالعكس هو الردّ والتأثير والتوضيح، والانعكاس هو الارتداد والتأثّر والاتضاح. وإذن فالاستعمال صحيح.»

## في علوم العربية

### النحو
والعكس في النحو العربي، هو أحد أدِلّة النحو، وأن يُعكس دليل على حكم ما لإبطال هذا الحُكم. ومثالًا على ذلك إذا قال الكوفيّون بنصْب الظرف في خبر المبتدأ على الخِلاف، ردَّ البصريّون بأنًّ الخِلاف غيْر مُوجِب للنَّصب؛ لأنه لو كان كذلك، لكان المبتدأ منصوبًا أيضًا على الخلاف؛ ولأنّ الخلاف لا يكون من واحد، وإنَّما من اثنين.

### البلاغة
في علم البديع، هو أن نُقَدِّم في الكلام جزءًا ثُمَّ نعكس بأنْ نُقدِّم ما أخِّرنا، ونُؤخِّر ما قَدَّمنا. ويأتي على أنواع:
أن يقع بين أحد طرفي جملة وما أضيف إليه ذلك الطرف، مثل «كلام الملوك ملوك الكلام.»
أن يقع بين متعلّقي فعلين في جملتين، مثل الآية ﴿ يُخْرِجُ الْحَيَّ مِنَ الْمَيِّتِ وَيُخْرِجُ الْمَيِّتَ مِنَ الْحَي﴾ [الروم:19]
أن يقع بين طرفي الجملتين، كقول الشاعر، من بحر الطويل:
أن يقع بين لفظين في طرفي الجملتين، مثل الآية ﴿لَا هُنَّ حِلٌّ لَهُمْ وَلَا هُمْ يَحِلُّونَ لَهُنَّ﴾ [الممتحنة:10]
أن يكون بترديد مصراع البيت معكوسًا، مثل قول الشاعر، من بحر الرمل:
أما «عُكْسُ الظاهِر» في علم البيان، هو نفي الشيء بإثباته، وذلك أنّك تذكر كلامًا يدلُّ ظاهرهُ أنّه نَفْي لصفة موصوف، وهي نفي لموصوف أصلًا. ومنه الآيه ﴿وَمَنْ يَدْعُ مَعَ اللَّهِ إِلَهًا آَخَرَ لَا بُرْهَانَ لَهُ بِهِ فَإِنَّمَا حِسَابُهُ عِنْدَ رَبِّهِ﴾ [المؤمنون:19]. فهذا يدلُّ ظاهره على أنَّ هناك من يدعو مع الله إلهًا آخر، وله به برهان. وما المراد ذلك، بل المراد أنّ كلّ من يدعو مع الله إلهًا آخر لا برهان له به.
أما عَكْس اللَّفْظ هو مثل :«أشكُر مَن أنعَمَ عليك، وأَنعِم على من شكَرَكَ.»
أما عَكْسُ المَعْنى هو عند يحيى بن حمزة العلوي، سرقة شعرية خفيّة. ومنه ما قاله أبو الشيص الخزاعي، من بحر الكامل:
فأخذه المتنبي، وعكس ما قاله عكسًا لائقًا قال فيه، من بحر الكامل:
فقال العلوي: «قال بعض الحُذّاق: إنّ ما هذه حاله بأن يُسَمِّى ابتِداعًا أحقُّ مِن أن يُسَمّى سرقة.»
ذكر العكس جرمانوس فرحات في كتابه «بلوغ الأرب في علم الأدب»، فقال: «أعلم أنَّ حقيقة هذا النَّوع أن يوقعَ الحكمَ على لازم المحكوم عليه، أغني أَن يجعل الرابض مُتنقلًا.» ومثَّل له بقول ابن نباتة السعدي:
وقد عرّفه ابن الأثير الحلبي في كتابه «حسن التّوسّل» نفس التّعريف مع الأمثلة، وقد جمعه ابن أبي الإصبع مع «التَّبديل» وسَمّاهُ «العكس والتَّبديل». وذكره أبو هلال العسكري في كتابه «الصِّناعتين» وعرَّفه، فقال: «أن تعكسَ الكلامَ، فتجعل في الجزء الأخير منه ما جعلته في الجزء الأول... وبعضهم يسمِّيه التَّبديل.» ومثّل له بالآية ﴿يُخْرِجُ الْحَيَّ مِنَ الْمَيِّتِ وَيُخْرِجُ الْمَيِّتَ مِنَ الْحَيِّ وَيُحْيِي الْأَرْضَ بَعْدَ مَوْتِهَا وَكَذَلِكَ تُخْرَجُونَ ۝١٩﴾ [الروم:19]. وقد ذكره أسامة بن منقذ في كتابه «البديع في نقد الشعر»، وعرَّفه فقال «أعلم أنَّ العكسَ هو أن تأتي الجملتان إحداهما عكس الأخرى، كمال قال الله تعالى ﴿مَا يَفْتَحِ اللَّهُ لِلنَّاسِ مِنْ رَحْمَةٍ فَلَا مُمْسِكَ لَهَا وَمَا يُمْسِكْ فَلَا مُرْسِلَ لَهُ﴾ [فاطر:2] ». وقد جمعه عبد الغني النابلسي في كتابه «نفحات الأزهار على نسمات الأسحار»، مع التبديل فقال «ويُسمّى تعاكس الجمل، وسمّاهُ بعضهم «القلب والصواب فإنَّ القلب اسم لما يستحيل بالانعكاس».» وسمّاه بعضهم أيضًا «القهقرى»، وهي لغة الرُّجوع إلى الخلف لأنَّ القارئ يتقهقهر راجعًا من آخر الكلام إلى أوَّله. والحاصل أنَّ هذا النّوع هو أن تقدم في الكلام جزءًا ثم تعكس فتقدِّم ما أخَّرت وتُؤخِّر ما قدِّمت؛ ومن عرّفه بتقديم لفظه من الكلام ثم تأخيره كما هو مصرِّح به في عبارة بعضهم، فقد جعله صادقًا على ردّ العجز على الصدر. ومثله ﴿وَتَوَكَّلْ عَلَى اللَّهِ وَكَفَى بِاللَّهِ وَكِيلًا ۝٣﴾ [الأحزاب:3]

### فهرس المراجع
1. 1 2 3 4 5 6 7  إميل بديع يعقوب (2006). موسوعة علوم اللغة العربية (ط. الأولى). بيروت، لبنان: دار الكتب العلمية. ج. الجزء السادس. ص. 442.
2. ↑  الشريف الجرجاني. كتاب التعريفات
3. ↑  "العيد الذهبي لمجمع اللغة العربية". اطلع عليه بتاريخ 2021-12-07.
4. ↑  إنعام فوّال عكّاوي (1996). المعجم المفضل في علوم البلاغة؛ البديع والبيان والمعاني (ط. الثانية). بيروت، لبنان: دار الكتب العلمية. ص. 605.